# Мезоза плямиста
Мезо́за плями́ста, вусач-вічковий сірий (Mesosa nebulosa Fabricius, 1781 = Mesosa nubia Oliv. = Cerambyx nubilus Gmelin, 1790 = Cerambyx brevis Villers, 1789 nec Sulzer, 1776 = Cerambyx nebulator Turton, 1806) — вид жуків з родини вусачів.

## Хорологія
M. nebulosa характеризується приналежністю до пан'європейської групи видів у складі європейського зооґеографічного комплексу. Ареал охоплює Європу, Кавказ та Північну Африку. В Українських Карпатах порівняно рідкісний вид, який зустрічається в передгірних районах.

## Екологія
Комахи трапляються на вітровалах та вирубках, в купах дров та на стовбурах дерев, квітів не відвідують. Літ триває з квітня по серпень. Личинка розвивається в деревині листяних порід. Поліфаг. Пошкоджує бук, дуб, граб, волоський горіх, плодові дерева.

## Морфологія

### Імаго
Порівняно невеликих розмірів жук, довжина тіла коливається в межах 9-16 мм. Тіло менш-більш витягнене, темне, вкрите строкатими волосяними плямами, які не утворюють чіткого малюнка. На їх фоні виділяється дуже розмита поперечна серединна біла перев'язь, обведена охристою ламаною волосистою та чорною голою смугами. Наявні довгі стоячі волоски. Вусики з характерними світлими кільцями при основі члеників.

### Личинка
Личинка відрізняється тим, що гіпостом без зубців і впоперек припіднятий у вигляді даху.

## Життєвий цикл
Життєвий цикл триває 2-3 роки.